# Монастырь Латому
Монастырь Латому (греч. Μονή Λατόμου) — монастырь в центре города Салоники. Из всех строений сохранилась только церковь святого Давида (греч. Όσιος Δαβίδ — Осиос Давид), бывшая главным храмом монастыря, и являющаяся в настоящее время действующим храмом. В 1988 году в составе раннехристианских и византийских памятников Салоник включён в перечень объектов Всемирного наследия.

## История и архитектура
Главный храм монастыря, Церковь святого Давида, был построен на месте римского сооружения в конце V — начале VI веков. Своё название в честь святого Давида церковь получила только в XX веке, а ранее была посвящена Христу Спасителю.
Существует следующая легенда, связанная с её строительством. У императора Максимиана была дочь Феодора — тайная христианка, которая попросила отца построить для неё баню, которую она втайне хотела использовать для христианских богослужений. Отец выполнил её просьбу. По заказу Феодоры в одной из ниш бани была тайно сделана мозаика с изображением Христа, которая закрывалась шкурой быка. Впоследствии Феодора претерпела мученическую смерть, мозаика была сокрыта при перестройке строения и была обнаружена после землетрясения в IX веке.
В 1430 году храм был обращен в мечеть, фрески и мозаики были покрыты слоем штукатурки и обнаружены вновь только в ходе реставрационных работ в XX веке. Тогда же под полом храма были обнаружены захоронения монахов.
Архитектура церкви относится к периоду зарождения крестокупольных церквей — в центре сооружения, где арки образуют крест устроен квадратный барабан, покрытый купольным сводом. В период турецкого владычества храм сильно пострадал: западная часть постройки была разрушена, вход был перенесен на южную стену.

## Мозаики

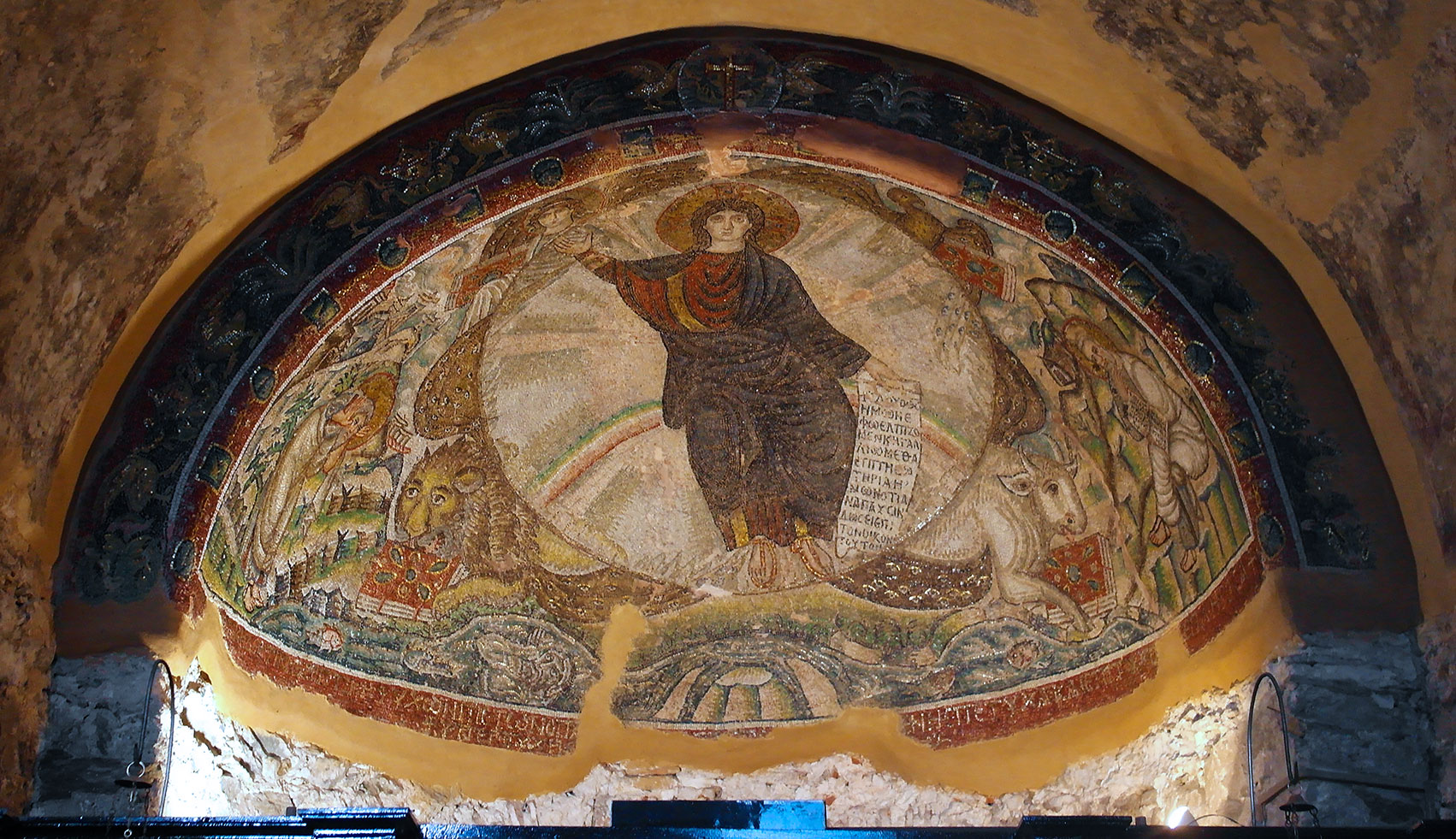
«Слава Господня» (?) (мозаика алтаря церкви святого Давида)

Мозаикой украшена апсида алтарной части. В 1921 году под слоем штукатурки была обнаружена мозаика конца V — начала VI века с фигурой молодого Христа в центре композиции, держащего свиток со словами: «Вот Он, Бог наш! На Него мы уповали, и Он спас нас!» (Ис. 25:9). По наиболее распространенной версии изображено видение пророка Иезекииля («Слава Господня»). Однако академик В. Н. Лазарев на основе мнения А. Н. Грабара делает вывод, что «в целом мозаика прославляет Христа как источник воды живой (fons aquarum viventium)» и отождествляет фигуры по сторонам Иисуса с апостолами Петром и Павлом. Предполагают, что данная мозаика сделана на месте (возможно и на основе) изображения выполненного по заказу мученицы Феодоры.
Христос изображён сидящим на полукруглой цветной арке с молодым, безбородым и серьёзным лицом. По четырём углам от него расположены символические изображения четырёх евангелистов в виде реалистичных зверей. Под ногами Христа изображены реки Эдема: Фисон, Гихон, Хиддекель и Ефрат, впадающие в Ховар. На его берегах симметрично изображены фигуры изумленного Иезекииля (по версии Лазарева апостол Пётр) и величественного Аввакума (по версии Лазарева апостол Павел).

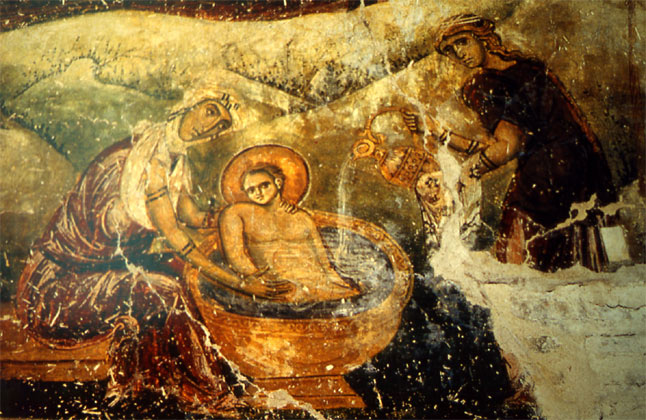
Фреска «Омовение Младенца»

## Фрески
Фрески в церкви святого Давида были обнаружены под слоем старой штукатурки в 1973—1976 годах. Все они написаны намного позже постройки храма (специалистами относятся к XII веку) и представляют интерес как единственное свидетельство живописи XII века в Салониках.
Особо интересна фреска «Омовение Младенца», написанная на основе апокрифического рассказа из «Протоевангелия Иакова» о присутствии во время Рождества Христова повивальной бабки Саломеи (Соломонида, Соломония), помогавшей Деве Марии при родах. На фреске изображена Саломея, омывающая новорожденного Христа.